# Osteopelta praeceps
Osteopelta praeceps är en snäckart som beskrevs av B.A. Marshall 1994. Osteopelta praeceps ingår i släktet Osteopelta och familjen Osteopeltidae. Inga underarter finns listade i Catalogue of Life.